# Protect Data
Protect Data (Protect Data Gruppen AB) var ett svenskt företag specialiserat på IT-säkerhetslösningar. Bolaget grundades 1988, bytte 1999 namn från Protect Datasäkerhet AB till Protect Data AB, och var mellan 1997 och 2007 noterat på Stockholmsbörsen.
I november 2006 tillkännagav Check Point Software Technologies att bolaget hade för avsikt att förvärva samtliga aktier i Protect Data AB. Efter höjning av budet motsvaradet det drygt 4,3 miljarder kronor för hela företaget. Köpet avslutades under första kvartalet 2007. Protect Datas Pointsec-produkter utgör nu Check Points Data Security-område. 